# Weltende (Jakob van Hoddis)

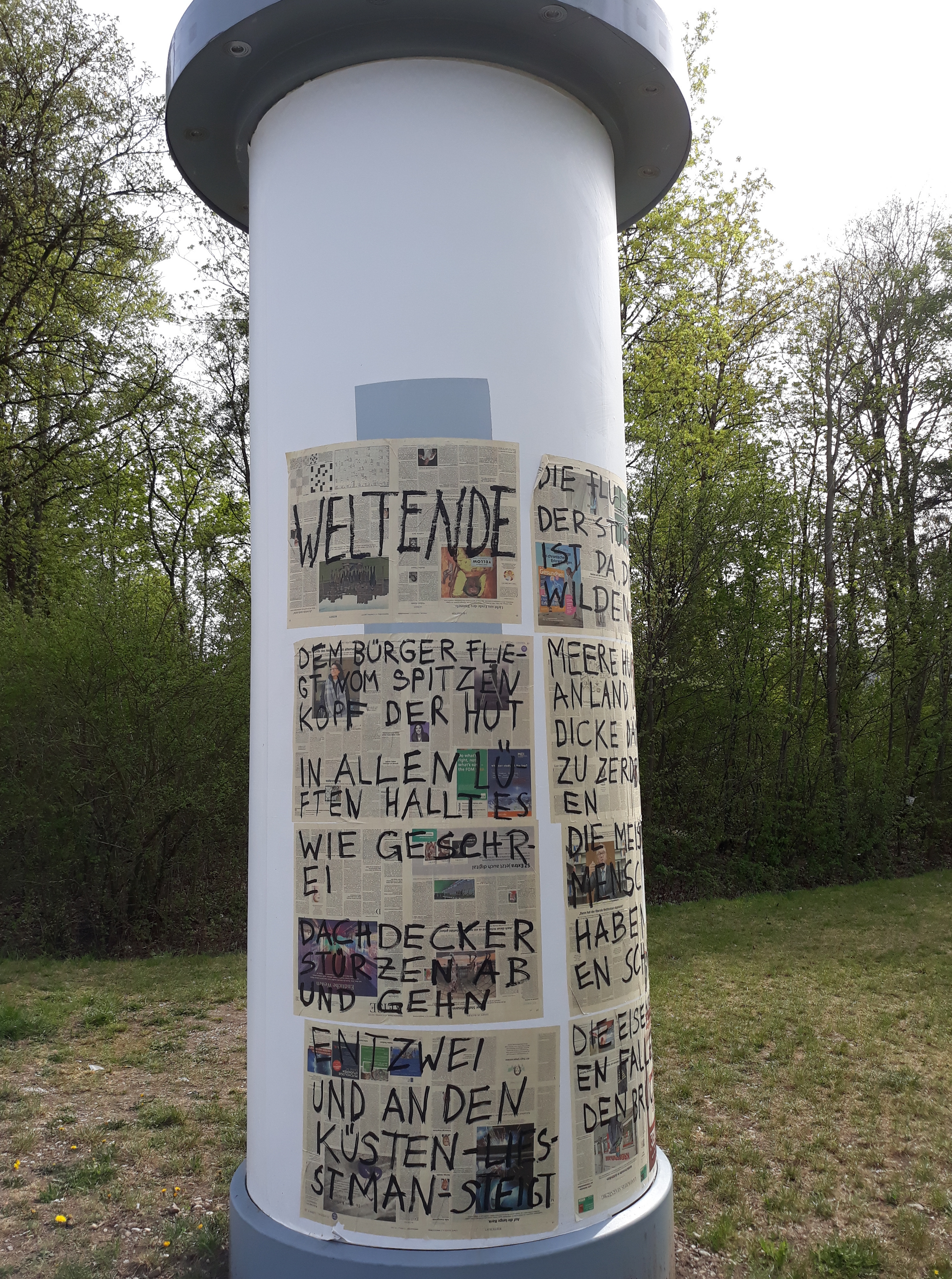
Weltende informell auf eine Litfaßsäule in München geklebt zu Beginn der COVID-19-Pandemie im April 2020

Weltende ist ein Gedicht von Jakob van Hoddis und ein Werk aus der Anfangszeit des Expressionismus.
1911 wurde es in der Berliner Zeitschrift Der Demokrat erstmals veröffentlicht. In dieser Zeit waren die Ansichten des Impressionismus noch weit verbreitet, das Gedicht markiert somit einen neuen Abschnitt in der Literaturgeschichte.

## Weltende
Dem Bürger fliegt vom spitzen Kopf der Hut,
In allen Lüften hallt es wie Geschrei.
Dachdecker stürzen ab und gehn entzwei
Und an den Küsten – liest man – steigt die Flut.
Der Sturm ist da, die wilden Meere hupfen
An Land, um dicke Dämme zu zerdrücken.
Die meisten Menschen haben einen Schnupfen.
Die Eisenbahnen fallen von den Brücken.

## Form
Formal ist das Gedicht konventionell gehalten. Es besteht aus zwei jeweils vierzeiligen Strophen. Das Metrum in der ersten Strophe besteht aus einem jambischen Fünfheber und weist einen umschließenden Reim (abba) auf. Die zweite Strophe besteht ebenfalls aus jambischen Fünfhebern, die jedoch hyperkatalektisch mit zweisilbiger Kadenz sind. Ein weiterer Unterschied zur ersten Strophe ist der Kreuzreim (abab), der wie die Kadenz zweisilbig ist.
Die Verse stehen im so genannten  Reihungsstil unverbunden hintereinander. Jeder Vers bildet eine Sinneinheit, ausgenommen das Enjambement von der fünften zur sechsten Zeile.

## Inhalt
In der ersten Strophe beschreibt das lyrische Ich das Weltende mit ungewöhnlichen Bildern: Bürger haben spitze Köpfe, Dachdecker „gehn entzwei“. Nur die steigende Flut ist ein Bild, das zumindest der Durchschnittsbürger erwarten würde, doch dieses realer erscheinende Bild wird nur durch ein Medium vermittelt, während die Verse davor eine unmittelbare Schilderung boten.
Die Flut wird in der zweiten Strophe wieder durch ein ungewöhnliches Bild aufgenommen: Die Meere hupfen. Gleichzeitig wird den Meeren eine Intention unterstellt (Personifizierung), nämlich „dicke Dämme zu zerdrücken“ (Stabreim). Der dritte und vierte Vers setzen wieder den Reihungsstil aus der ersten Strophe fort. Dabei kontrastiert der „Schnupfen“ mit dem Szenario, dass Eisenbahnen von den Brücken fallen.

## Interpretation
Um 1910 existierte eine reale apokalyptische Angst vor dem Halleyschen Kometen: Man hatte Angst, dass er mit der Erde zusammenstoßen oder der zuvor von Astronomen im Kometenschweif detektierte Giftstoff Dicyan die Erde vergiften würde. Die Zusammenhanglosigkeit der Schilderungen des Weltendes zusammen mit dem Hinweis „liest man“ kann man als Medienkritik verstehen. Schlechte Nachrichten sind gute Nachrichten: Jeden Tag gibt es eine neue Katastrophe.
Der Text sucht die Expression für die sich stark ändernde Wirklichkeit (das bröckelnde Kaiserreich, der technische Fortschritt) und entgleist semantisch wie die Eisenbahn. Die Bildlichkeit vermittelt dabei eine neue Art der Wahrnehmung, demgegenüber bleiben die formalen Aspekte (Metrum, Reim, Strophenbau) konventionell. Inwiefern das Gedicht sich über die Untergangsängste der Zeitgenossen lustig macht, muss offen bleiben. Die 1912 beginnende geistige Umnachtung des Dichters liefert eine weitere Interpretation für den in kuriosen Einzelbildern imaginierten Weltuntergang.

## Rezeption
Bei den Zeitgenossen hatte van Hoddis großen Erfolg, seine Lyrik wurde von den damaligen Literaturkritikern und Intellektuellen hoch geschätzt. So eröffnete Weltende die wohl berühmteste expressionistische, von Kurt Pinthus 1919 herausgegebene, Lyrikanthologie Menschheitsdämmerung.
Weltende wurde zu einem Kultgedicht. Es bleibt damit fast das einzige Gedicht von van Hoddis, das Berühmtheit erlangte, es bringt ihm allerdings einen Ruf als Vorreiter des Expressionismus ein. Der revolutionäre Reihungsstil wird von den Expressionisten, aber auch noch später übernommen.
Um 1950 sind lediglich noch das Gedicht Weltende und die sechzehn Gedichte umfassende gleichnamige Sammlung, die 1918 von Franz Pfemfert publiziert wurde, weiteren Kreisen bekannt. Im Jahr 2005 nahm Marcel Reich-Ranicki Weltende – als einziges Gedicht von van Hoddis – in den Kanon lesenswerter deutschsprachiger Werke auf.

## Ausgaben
- Paul Pörtner (Hrsg.): Jakob van Hoddis, Weltende. Gesammelte Dichtungen. Arche, Zürich 1958